# Seznam izraelskih košarkarjev
Seznam izraelskih košarkarjev.

## A
- Motti Aroesti

## B
- Miki Berkovich
- Oz Blayzer
- David Blu
- Tal Brody
- Tal Burstein

## C
- Omri Casspi

## G
- Yaniv Green

## D
- Shawn Dawson

## E
- Lior Eliyahu

## H
- Yotam Halperin
- Nitzan Hanochi

## I
- Ori Ichaki

## J
- Doron Jamchi

## K
- Elishay Kadir
- Ido Kozikaro

## L
- Raviv Limonad

## M
- Yam Madar
- Gal Mekel

## N
- Afik Nissim

## O
- Yogev Ohayon

## P
- Guy Pnini

## S
- Doron Sheffer

## T
- Amit Tamir
- Meir Tapiro
- Bar Timor
- Alex Tyus

## Z
- Idan Zalmanson